# Straßenbahn Patchogue
Der Ort Patchogue auf Long Island im US-Bundesstaat New York besaß von 1911 bis 1919 ein etwa 18,5 Kilometer langes Straßenbahnnetz. Die eingleisigen, normalspurigen Strecken verbanden den Ort mit den Nachbarorten Sayville, Blue Point und Holtsville. Bis auf den Abschnitt in Sayville lag das gesamte Netz im Gebiet der heutigen Stadt Brookhaven.

## Geschichte
Bereits 1895 plante die Cross Island Traction Company eine Straßenbahn von Port Jefferson nach Patchogue.

### South Shore Traction Company
Die am 2. März 1903 gegründete South Shore Traction Company plante eine Strecke von Port Jefferson über Setauket, Stony Brook, Ronkonkoma, Sayville, Blue Point nach Patchogue, sowie eine Linie von Patchogue nach New York City. Sie übernahm im April 1907 die Cross Island Traction Company. Gebaut wurde nun aber zunächst ein kurzes Gleisstück in Sayville, vom Bahnhof ausgehend entlang der Railroad Avenue, Merrick Road (heute Montauk Highway) und Candee Avenue bis zur Küste, das am 4. Juli 1909 als Pferdebahn eröffnet wurde. Aus finanziellen Gründen unterblieb der Weiterbau und der Betrieb wurde Anfang September 1909, nach Ende der Sommersaison wieder eingestellt. Am 21. November 1909 übernahm die Gesellschaft den Betrieb der Straßenbahnpendellinie über die Queensboro Bridge in New York City, als Vorreiter für den bereits konzessionierten durchlaufenden Betrieb von Patchogue nach New York. Die Gesellschaft meldete jedoch 1911 Konkurs an und stand Anfang 1913 zum Verkauf. Der Betrieb der Bahn über die Queensboro Bridge wurde bereits am 28. Dezember 1912 an die Manhattan and Queens Traction Corporation abgegeben, die Strecken in Queens baute.

### Suffolk Traction Company
Am 27. Juni 1906 wurde die Suffolk Traction Company gegründet, die Strecken von Patchogue über Bellport nach Brookhaven, über Holtsville, Farmingville, Selden und Terryville nach Port Jefferson, sowie die bereits konzessionierte Strecke über Blue Point nach Sayville plante. Der Gleisbau begann bereits 1907, wurde jedoch nach kurzer Zeit unterbrochen, da der Bahngesellschaft das Geld ausgegangen war. Der erste Streckenabschnitt wurde am 1. Juli 1911 vom Bahnhof von Patchogue durch die South Ocean Avenue, Main Street und Merrick Road (beide heute Montauk Highway) in die westlich gelegene Nachbargemeinde Blue Point eröffnet, wo sich die Endstelle an der Post befand. Der planmäßige Betrieb begann am folgenden Tag im 30-Minuten-Takt. Das Depot befand sich am westlichen Ortsrand von Patchogue nahe dem West Lake an der Südseite der Main Street. Die Strecke wurde zunächst nicht mit einer Oberleitung elektrifiziert, sondern mit zwei Akkumulator-Triebwagen befahren. Der Fahrpreis betrug anfangs fünf Cent. Die Elektrifizierung war für einen späteren Zeitpunkt geplant, sobald das Netz fertiggestellt war und wirtschaftlich betrieben wurde. 
Für die geplante Strecke nach Port Jefferson begannen die Bauarbeiten 1912 gleichzeitig in Port Jefferson und in Patchogue. In Port Jefferson wurde ein Gleis vom Broadway durch die Main Street und die Terryville Road verlegt, das wahrscheinlich etwa bis Terryville reichte. Von Patchogue aus baute man durch die North Ocean Avenue (heute teilweise Old North Ocean Avenue) und dann über einen eigenen Bahnkörper in nordwestliche Richtung bis zur Waverly Avenue, neben der eine Stahlbrücke über die Bahnstrecke New York City–Greenport der Long Island Rail Road errichtet wurde, bis Holtsville. Die Trasse war bereits bis Farmingville planiert. Der Weiterbau zwischen Holtsville und Terryville unterblieb jedoch, da die dafür nötigen finanziellen Aufwendungen die Einnahmen bei weitem überstiegen. Der Betrieb wurde 1912 zunächst auf den sechs Kilometern bis zum Bahnhof Holtsville aufgenommen. Die Akkuwagen hätten für die Überquerung der Bahnstrecke zwei steile Brückenrampen befahren müssen, was aus Gründen der Energieersparnis unterblieb, sodass die Wagen am Südrand der Brücke endeten und die Brücke somit nicht linienmäßig befahren wurde. Aufgrund der umfangreichen Planungen wurde der Fahrpreis nun auf damals beachtliche zehn Cent pro Tarifzone festgelegt. Das in Port Jefferson gebaute Gleis wurde nicht eröffnet, blieb jedoch liegen. Am Bahnhof Port Jefferson wurde ein Verbindungsgleis zur hier kreuzenden Bahnstrecke Hicksville–Wading River eingebaut, und während des Ersten Weltkriegs benutzte die Long Island Rail Road das Gleis vom Bahnhof bis zum Hafen für den Güterverkehr.
Anfang 1913 übernahm die Suffolk Traction die in Konkurs gegangene South Shore Traction Company und verband nun das stillliegende Pferdebahngleis in Sayville durch die South Main Road (heute Middle Road), Oakwood Avenue, Railroad Street, Maple Street, Blue Point Avenue und Merrick Road mit dem Netz, sodass ab dem 8. August 1914 drei Triebwagen auf der knapp neun Kilometer langen Strecke von Patchogue nach Sayville pendelten. Das Gleis in der Candee Avenue in Sayville wurde nun ebenfalls wieder befahren, mit einer vom Bahnhof Sayville ausgehenden Pendellinie, die jedoch schon nach kurzer Zeit stillgelegt wurde. Inzwischen war in Patchogue eine Strecke von der Main Street durch die South Ocean Avenue vom Bahnhof bis zur Küste und ein kurzes Stück vom Ortszentrum ostwärts durch die Main Street bis nach East Patchogue (Ecke Bay Avenue) eröffnet worden. Die Wagen von Sayville endeten nun in East Patchogue, während entlang der Ocean Avenue ein Pendelwagen fuhr.
1915 wurde noch ein vierter Triebwagen beschafft. Nach dem Eintritt der USA in den Ersten Weltkrieg brach mit dem Ausflugsverkehr die wichtigste Einnahmequelle nahezu völlig weg, und 1917 wurde die Linie auf der South Ocean Avenue vom Bahnhof zur Küste stillgelegt. Die übrigen Linien folgten am 10. Oktober 1919, da aufgrund der hohen Fahrpreise das Beförderungsaufkommen im Arbeiterverkehr nicht ausreichte, um die Strecken wirtschaftlich zu betreiben. Auch das Gleis in Port Jefferson wurde nach Kriegsende durch die Eisenbahn nicht mehr genutzt und stillgelegt. Die Strecken und Wagen blieben zunächst erhalten, die Bahngesellschaft wurde im Mai 1920 aufgelöst. Wann die Wagen verkauft oder verschrottet wurden, ist nicht bekannt, die Gleise wurden erst Jahrzehnte später entfernt, in der North Ocean Avenue erst 2007. Heute erinnert noch der Traction Boulevard in North Patchogue an die Straßenbahn. Die Straße liegt auf dem früheren eigenen Bahnkörper der Strecke nach Holtsville. Das Gebäude des Depots steht noch heute schräg gegenüber dem Briarcliffe College und ist in gewerblicher Nutzung. Von der nach der Stilllegung abgebauten Stahlbrücke in Holtsville ist noch ein Fundament erhalten.